# Удалённые сетевые атаки
Удалённая сетевая атака — информационное разрушающее воздействие на распределённую вычислительную систему (ВС), осуществляемое программно по каналам связи.

## Введение
Для организации коммуникаций в неоднородной сетевой среде применяются набор протоколов TCP/IP, обеспечивая совместимость между компьютерами разных типов. Данный набор протоколов завоевал популярность благодаря совместимости и предоставлению доступа к ресурсам глобальной сети Интернет и стал стандартом для межсетевого взаимодействия. Однако повсеместное распространение стека протоколов TCP/IP обнажило и его слабые стороны. В особенности из-за этого удалённым атакам подвержены распределённые системы, поскольку их компоненты обычно используют открытые каналы передачи данных, и нарушитель может не только проводить пассивное прослушивание передаваемой информации, но и модифицировать передаваемый трафик.
Трудность выявления проведения удалённой атаки и относительная простота проведения(из-за избыточной функциональности современных систем) выводит этот вид неправомерных действий на первое место по степени опасности и препятствует своевременному реагированию на осуществлённую угрозу, в результате чего у нарушителя увеличиваются шансы успешной реализации атаки.

## Классификация атак

### По характеру воздействия
- пассивное
- активное

Пассивное воздействие на распределённую вычислительную систему (РВС) представляет собой некоторое воздействие, не оказывающее прямого влияния на работу системы, но в то же время способное нарушить её политику безопасности. Отсутствие прямого влияния на работу РВС приводит именно к тому, что пассивное удалённое воздействие (ПУВ) трудно обнаружить. Возможным примером типового ПУВ в РВС служит прослушивание канала связи в сети.
Активное воздействие на РВС — воздействие, оказывающее прямое влияние на работу самой системы (нарушение работоспособности, изменение конфигурации РВС и т. д.), которое нарушает политику безопасности, принятую в ней. Активными воздействиями являются почти все типы удалённых атак. Связано это с тем, что в саму природу наносящего ущерб воздействия включается активное начало. Явное отличие активного воздействия от пассивного — принципиальная возможность его обнаружения, так как в результате его осуществления в системе происходят некоторые изменения. При пассивном же воздействии, не остается совершенно никаких следов (из-за того, что атакующий просмотрит чужое сообщение в системе, в тот же момент не изменится собственно ничего).

### По цели воздействия
- нарушение функционирования системы (доступа к системе)
- нарушение целостности информационных ресурсов (ИР)
- нарушение конфиденциальности ИР

Этот признак, по которому производится классификация, по сути есть прямая проекция трех базовых разновидностей угроз — отказа в обслуживании, раскрытия и нарушения целостности.
Главная цель, которую преследуют практически при любой атаке — получение несанкционированного доступа к информации. Существуют два принципиальных варианта получения информации: искажение и перехват. Вариант перехвата информации означает получение к ней доступа без возможности её изменения. Перехват информации приводит, следовательно, к нарушению её конфиденциальности. Прослушивание канала в сети — пример перехвата информации. В этом случае имеется нелегитимный доступ к информации без возможных вариантов её подмены. Очевидно, что нарушение конфиденциальности информации относится к пассивным воздействиям.
Возможность подмены информации следует понимать либо как полный контроль над потоком информации между объектами системы, либо возможность передачи различных сообщений от чужого имени. Следовательно, понятно, что подмена информации приводит к нарушению её целостности. Такое информационное разрушающее воздействие есть характерный пример активного воздействия. Примером же удалённой атаки, предназначенной для нарушения целостности информации, может послужить удалённая атака (УА) «Ложный объект РВС».

### По наличию обратной связи с атакуемым объектом
- с обратной связью
- без обратной связи (однонаправленная атака)

Атакующий отправляет некоторые запросы на атакуемый объект, на которые ожидает получить ответ. Следовательно между атакующим и атакуемым появляется обратная связь, позволяющая первому адекватно реагировать на всяческие изменения на атакуемом объекте. В этом суть удалённой атаки, осуществляемой при наличии обратной связи с атакующим объектом. Подобные атаки наиболее характерны для РВС.
Атаки без обратной связи характерны тем, что им не требуется реагировать на изменения на атакуемом объекте. Такие атаки обычно осуществляются при помощи передачи на атакуемый объект одиночных запросов. Ответы на эти запросы атакующему не нужны. Подобную УА можно назвать также однонаправленной УА. Примером однонаправленных атак является типовая УА «DoS-атака».

### По условию начала осуществления воздействия
Удалённое воздействие, также как и любое другое, может начать осуществляться только при определённых условиях. В РВС существуют три вида таких условных атак:
- атака по запросу от атакуемого объекта
- атака по наступлении ожидаемого события на атакуемом объекте
- безусловная атака

Воздействие со стороны атакующего начнётся при условии, что потенциальная цель атаки передаст запрос определённого типа. Такую атаку можно назвать атакой по запросу от атакуемого объекта. Данный тип УА наиболее характерен для РВС. Примером подобных запросов в сети Интернет может служить DNS- и ARP-запросы, а в Novell NetWare — SAP-запрос.
Атака по наступлении ожидаемого события на атакуемом объекте. Атакующий непрерывно наблюдает за состоянием ОС удалённой цели атаки и начинает воздействие при возникновении конкретного события в этой системе. Атакуемый объект сам является инициатором начала атаки. Примером такого события может быть прерывание сеанса работы пользователя с сервером без выдачи команды LOGOUT в Novell NetWare.
Безусловная атака осуществляется немедленно и безотносительно к состоянию операционной системы и атакуемого объекта. Следовательно, атакующий является инициатором начала атаки в данном случае.
При нарушении нормальной работоспособности системы преследуются другие цели и получение атакующим незаконного доступа к данным не предполагается. Его целью является вывод из строя ОС на атакуемом объекте и невозможность доступа для остальных объектов системы к ресурсам этого объекта. Примером атаки такого вида может служить УА «DoS-атака».

### По расположению субъекта атаки относительно атакуемого объекта
- межсегментное
- внутрисегментное

Некоторые определения:
Источник атаки (субъект атаки) — программа (возможно оператор), ведущая атаку и осуществляющая непосредственное воздействие.
Хост (host) — компьютер, являющийся элементом сети.
Маршрутизатор (router) — устройство, которое обеспечивает маршрутизацию пакетов в сети.
Подсетью (subnetwork) называется группа хостов, являющихся частью глобальной сети, отличающихся тем, что маршрутизатором для них выделен одинаковый номер подсети. Так же можно сказать, что подсеть есть логическое объединение хостов посредством маршрутизатора. Хосты внутри одной подсети могут непосредственно взаимодействовать между собой, не задействовав при этом маршрутизатор.
Сегмент сети — объединение хостов на физическом уровне.
С точки зрения удалённой атаки крайне важным является взаимное расположение субъекта и объекта атаки, то есть находятся ли они в разных или в одинаковых сегментах. Во время внутрисегментной атаки, субъект и объект атаки располагаются в одном сегменте. В случае межсегментной атаки субъект и объект атаки находятся в разных сетевых сегментах. Этот классификационный признак дает возможность судить о так называемой «степени удалённости» атаки.
Далее будет показано, что практически внутрисегментную атаку осуществить намного проще, чем межсегментную. Отметим так же, что межсегментная удалённая атака представляет куда большую опасность, чем внутрисегментная. Это связано с тем, что в случае межсегментной атаки объект её и непосредственно атакующий могут находиться на расстоянии многих тысяч километров друг от друга, что может существенно воспрепятствовать мерам по отражению атаки.

### По уровню эталонной модели ISO/OSI, на котором осуществляется воздействие
- физический
- канальный
- сетевой
- транспортный
- сеансовый
- представительный
- прикладной

Международной организацией по стандартизации (ISO) был принят стандарт ISO 7498, который описывает взаимодействие открытых систем (OSI), к которым принадлежат также и РВС. Каждый сетевой протокол обмена, также как и каждую сетевую программу, удаётся так или иначе спроецировать на эталонную 7-уровневую модель OSI. Такая многоуровневая проекция даёт возможность описать в терминах модели OSI использующиеся в сетевом протоколе или программе функции. УА — сетевая программа, и логично рассматривать её с точки зрения проекции на эталонную модель ISO/OSI [2].

## Краткое описание некоторых сетевых атак

### Фрагментация данных
При передаче пакета данных протокола IP по сети может осуществляться деление этого пакета на несколько фрагментов. Впоследствии, при достижении адресата, пакет восстанавливается из этих фрагментов. Злоумышленник может инициировать посылку большого числа фрагментов, что приводит к переполнению программных буферов на приемной стороне и, в ряде случаев, к аварийному завершению системы.

### Атака Ping flooding
Данная атака требует от злоумышленника доступа к быстрым каналам в Интернет.
Программа ping посылает ICMP-пакет типа ECHO REQUEST, выставляя в нем время и его идентификатор. Ядро машины-получателя отвечает на подобный запрос пакетом ICMP ECHO REPLY. Получив его, ping выдает скорость прохождения пакета.
При стандартном режиме работы пакеты высылаются через некоторые промежутки времени, практически не нагружая сеть. Но в «агрессивном» режиме поток ICMP echo request/reply-пакетов может вызвать перегрузку небольшой линии, лишив её способности передавать полезную информацию.

### Нестандартные протоколы, инкапсулированные в IP
Пакет IP содержит поле, определяющее протокол инкапсулированного пакета (TCP, UDP, ICMP). Злоумышленники могут использовать нестандартное значение данного поля для передачи данных, которые не будут фиксироваться стандартными средствами контроля информационных потоков.

### Атака smurf
Атака smurf заключается в передаче в сеть широковещательных ICMP запросов от имени компьютера-жертвы. В результате компьютеры, принявшие такие широковещательные пакеты, отвечают компьютеру-жертве, что приводит к существенному снижению пропускной способности канала связи и, в ряде случаев, к полной изоляции атакуемой сети. Атака smurf исключительно эффективна и широко распространена.
Противодействие: для распознавания данной атаки необходимо анализировать загрузку канала и определять причины снижения пропускной способности.

### АтакаDNSspoofing
Результатом данной атаки является внесение навязываемого соответствия между IP-адресом и доменным именем в кэш DNS сервера. В результате успешного проведения такой атаки все пользователи DNS сервера получат неверную информацию о доменных именах и IP-адресах. Данная атака характеризуется большим количеством DNS пакетов с одним и тем же доменным именем. Это связано с необходимостью подбора некоторых параметров DNS обмена.
Противодействие: для выявления такой атаки необходимо анализировать содержимое DNS трафика либо использовать DNSSEC.

### АтакаIPspoofing
Большое количество атак в сети Интернет связано с подменой исходного IP-адреса. К таким атакам относится и syslog spoofing, которая заключается в передаче на компьютер-жертву сообщения от имени другого компьютера внутренней сети. Поскольку протокол syslog используется для ведения системных журналов, путём передачи ложных сообщений на компьютер-жертву можно навязать информацию или замести следы несанкционированного доступа.
Противодействие: выявление атак, связанных с подменой IP-адресов, возможно при контроле получения на одном из интерфейсов пакета с исходным адресом этого же интерфейса или при контроле получения на внешнем интерфейсе пакетов с IP-адресами внутренней сети.

### Навязывание пакетов
Злоумышленник отправляет в сеть пакеты с ложным обратным адресом. С помощью этой атаки злоумышленник может переключать на свой компьютер соединения, установленные между другими компьютерами. При этом права доступа злоумышленника становятся равными правам того пользователя, чье соединение с сервером было переключено на компьютер злоумышленника.

### Sniffing— прослушивание канала
Возможно только в сегменте локальной сети.
Практически все сетевые карты поддерживают возможность перехвата пакетов, передаваемых по общему каналу локальной сети. При этом рабочая станция может принимать пакеты, адресованные другим компьютерам того же сегмента сети. Таким образом, весь информационный обмен в сегменте сети становится доступным злоумышленнику. Для успешной реализации этой атаки компьютер злоумышленника должен располагаться в том же сегменте локальной сети, что и атакуемый компьютер.

### Перехват пакетов намаршрутизаторе
Сетевое программное обеспечение маршрутизатора имеет доступ ко всем сетевым пакетам, передаваемым через данный маршрутизатор, что позволяет осуществлять перехват пакетов. Для реализации этой атаки злоумышленник должен иметь привилегированный доступ хотя бы к одному маршрутизатору сети. Поскольку через маршрутизатор обычно передается очень много пакетов, тотальный их перехват практически невозможен. Однако отдельные пакеты вполне могут быть перехвачены и сохранены для последующего анализа злоумышленником. Наиболее эффективен перехват пакетов FTP, содержащих пароли пользователей, а также электронной почты.

### Навязывание хосту ложного маршрута с помощью протоколаICMP
В сети Интернет существует специальный протокол ICMP (Internet Control Message Protocol), одной из функцией которого является информирование хостов о смене текущего маршрутизатора. Данное управляющее сообщение носит название redirect. Существует возможность посылки с любого хоста в сегменте сети ложного redirect-сообщения от имени маршрутизатора на атакуемый хост. В результате у хоста изменяется текущая таблица маршрутизации и, в дальнейшем, весь сетевой трафик данного хоста будет проходить, например, через хост, отославший ложное redirect-сообщение. Таким образом возможно осуществить активное навязывание ложного маршрута внутри одного сегмента сети Интернет.

### WinNuke
Наряду с обычными данными, пересылаемыми по TCP-соединению, стандарт предусматривает также передачу срочных (Out Of Band) данных. На уровне форматов пакетов TCP это выражается в ненулевом urgent pointer. У большинства ПК с установленным Windows присутствует сетевой протокол NetBIOS, который использует для своих нужд три IP-порта: 137, 138, 139. Если соединиться с Windows машиной по 139 порту и послать туда несколько байт OutOfBand данных, то реализация NetBIOS-а, не зная, что делать с этими данными, попросту вешает или перезагружает машину. Для Windows 95 это обычно выглядит как синий текстовый экран, сообщающий об ошибке в драйвере TCP/IP, и невозможность работы с сетью до перезагрузки ОС. NT 4.0 без сервис-паков перезагружается, NT 4.0 с ServicePack 2 паком выпадает в синий экран. Судя по информации из сети подвержены такой атаке и Windows NT 3.51 и Windows 3.11 for Workgroups.
Посылка данных в 139-й порт приводит к перезагрузке NT 4.0, либо выводу «синего экрана смерти» с установленным Service Pack 2. Аналогичная посылка данных в 135 и некоторые другие порты приводит к значительной загрузке процесса RPCSS.EXE. На Windows NT WorkStation это приводит к существенному замедлению работы, Windows NT Server практически замораживается.

### Подмена доверенногохоста
Успешное осуществление удалённых атак этого типа позволит злоумышленнику вести сеанс работы с сервером от имени доверенного хоста. (Доверенный хост — станция легально подключившаяся к серверу). Реализация данного вида атак обычно состоит в посылке пакетов обмена со станции злоумышленника от имени доверенной станции, находящейся под его контролем.

## Технологии обнаружения атак
Сетевые и информационные технологии меняются настолько быстро, что статичные защитные механизмы, к которым относятся системы разграничения доступа, МЭ, системы аутентификации во многих случаях не могут обеспечить эффективной защиты. Поэтому требуются динамические методы, позволяющие оперативно обнаруживать и предотвращать нарушения безопасности. Одной из технологий, позволяющей обнаруживать нарушения, которые не могут быть идентифицированы при помощи традиционных моделей контроля доступа, является технология обнаружения атак.
По существу, процесс обнаружения атак является процессом оценки подозрительных действий, которые происходят в корпоративной сети. Иначе говоря, обнаружение атак (intrusion detection) — это процесс идентификации и реагирования на подозрительную деятельность, направленную на вычислительные или сетевые ресурсы

### Методы анализа сетевой информации
Эффективность системы обнаружения атак во многом зависит от применяемых методов анализа полученной информации. В первых системах обнаружения атак, разработанных в начале 1980-х годов, использовались статистические методы обнаружения атак. В настоящее время к статистическому анализу добавился ряд новых методик, начиная с экспертных систем и нечёткой логики и заканчивая использованием нейронных сетей.

### Статистический метод
Основные преимущества статистического подхода — использование уже разработанного и зарекомендовавшего себя аппарата математической статистики и адаптация к поведению субъекта.
Сначала для всех субъектов анализируемой системы определяются профили. Любое отклонение используемого профиля от эталонного считается несанкционированной деятельностью. Статистические методы универсальны, поскольку для проведения анализа не требуется знания о возможных атаках и используемых ими уязвимостях. Однако при использовании этих методик возникают и проблемы:
- «статистические» системы не чувствительны к порядку следования событий; в некоторых случаях одни и те же события в зависимости от порядка их следования могут характеризовать аномальную или нормальную деятельность;
- трудно задать граничные (пороговые) значения отслеживаемых системой обнаружения атак характеристик, чтобы адекватно идентифицировать аномальную деятельность;
- «статистические» системы могут быть с течением времени «обучены» нарушителями так, чтобы атакующие действия рассматривались как нормальные.

Следует также учитывать, что статистические методы не применимы в тех случаях, когда для пользователя отсутствует шаблон типичного поведения или когда для пользователя типичны несанкционированные действия.

### Экспертные системы
Экспертные системы состоят из набора правил, которые охватывают знания человека-эксперта. Использование экспертных систем представляет собой распространенный метод обнаружения атак, при котором информация об атаках формулируется в виде правил. Эти правила могут быть записаны, например, в виде последовательности действий или в виде сигнатуры. При выполнении любого из этих правил принимается решение о наличии несанкционированной деятельности. Важным достоинством такого подхода является практически полное отсутствие ложных тревог.
БД экспертной системы должна содержать сценарии большинства известных на сегодняшний день атак. Для того чтобы оставаться постоянно актуальными, экспертные системы требуют постоянного обновления БД. Хотя экспертные системы предлагают хорошую возможность для просмотра данных в журналах регистрации, требуемые обновления могут либо игнорироваться, либо выполняться администратором вручную. Как минимум, это приводит к экспертной системе с ослабленными возможностями. В худшем случае отсутствие надлежащего сопровождения снижает степень защищенности всей сети, вводя её пользователей в заблуждение относительно действительного уровня защищенности.
Основным недостатком является невозможность отражения неизвестных атак. При этом даже небольшое изменение уже известной атаки может стать серьёзным препятствием для функционирования системы обнаружения атак.

### Нейронные сети
Большинство современных методов обнаружения атак используют некоторую форму анализа контролируемого пространства на основе правил или статистического подхода. В качестве контролируемого пространства могут выступать журналы регистрации или сетевой трафик. Анализ опирается на набор заранее определённых правил, которые создаются администратором или самой системой обнаружения атак.
Любое разделение атаки во времени или среди нескольких злоумышленников является трудным для обнаружения при помощи экспертных систем. Из-за большого разнообразия атак и хакеров даже специальные постоянные обновления БД правил экспертной системы никогда не дадут гарантии точной идентификации всего диапазона атак.
Использование нейронных сетей является одним из способов преодоления указанных проблем экспертных систем. В отличие от экспертных систем, которые могут дать пользователю определённый ответ о соответствии рассматриваемых характеристик заложенным в БД правилам, нейронная сеть проводит анализ информации и предоставляет возможность оценить, согласуются ли данные с характеристиками, которые она научена распознавать. В то время как степень соответствия нейросетевого представления может достигать 100 %, достоверность выбора полностью зависит от качества системы в анализе примеров поставленной задачи.
Сначала нейросеть обучают правильной идентификации на предварительно подобранной выборке примеров предметной области. Реакция нейросети анализируется и система настраивается таким образом, чтобы достичь удовлетворительных результатов. В дополнение к начальному периоду обучения, нейросеть набирается опыта с течением времени, по мере того, как она проводит анализ данных, связанных с предметной областью.
Важным преимуществом нейронных сетей при обнаружении злоупотреблений является их способность «изучать» характеристики умышленных атак и идентифицировать элементы, которые не похожи на те, что наблюдались в сети прежде.
Каждый из описанных методов обладает рядом достоинств и недостатков, поэтому сейчас практически трудно встретить систему, реализующую только один из описанных методов. Как правило, эти методы используются в совокупности.